# متروی تفلیس
متروی تفلیس (گرجی: თბილისის მეტროპოლიტენი) سیستم قطارشهری زیرزمینی در تفلیس، گرجستان است.
این مترو که در سال ۱۹۶۰تأسیس شده‌است دارای ۲ خط، ۲۲ ایستگاه و ۲۷٫۱ کیلومتر طول است.

## نگارخانه

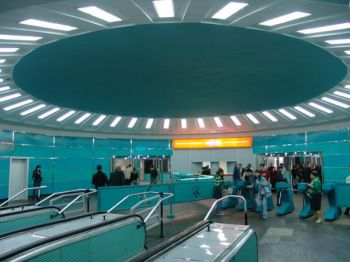
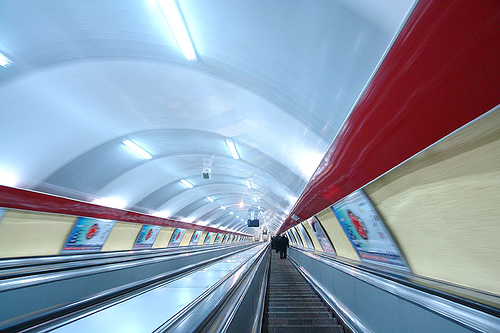
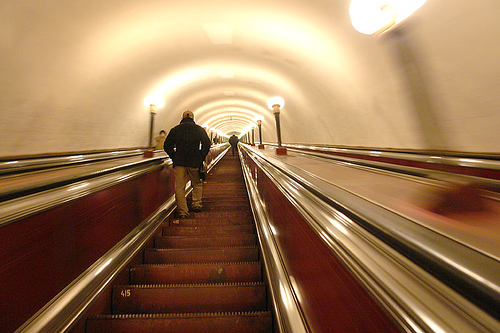
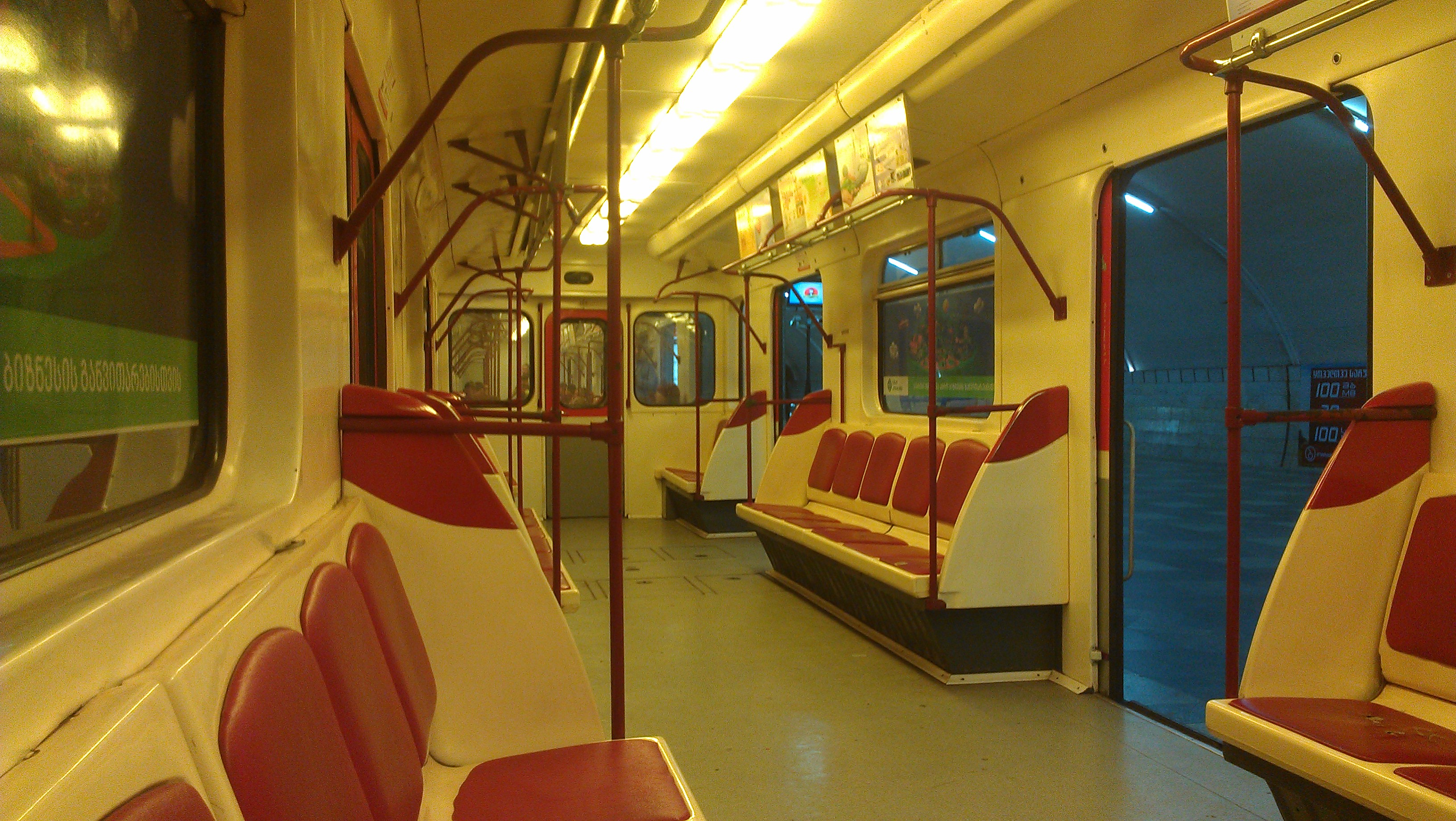

## خط‌ها
| #      | نام                      | افتتاح | طول                      | ایستگاه‌ها |
| ------ | ------------------------ | ------ | ------------------------ | --------- |
| ۱      | Akhmeteli–Varketili Line | ۱۹۶۶   | ۲۰٫۱ کیلومتر (۱۲٫۵ مایل) | ۱۶        |
| ۲      | Saburtalo Line           | ۱۹۷۹   | ۷٫۰ کیلومتر (۴٫۳ مایل)   | ۶         |
| مجموع: | مجموع:                   | مجموع: | ۲۷٫۱ کیلومتر (۱۶٫۸ مایل) | ۲۲        |